# TT46
La tombe thébaine TT 46 est située à Cheikh Abd el-Gournah, dans la nécropole thébaine, sur la rive ouest du Nil, face à Louxor en Égypte.
C'est la sépulture de Ramosé, « gardien du grenier de la Haute et Basse-Égypte ».

## Description
Dans le tombeau de Ramosé, il est dit être un chanteur de la reine Ahmès-Néfertary, intendant du domaine d'Aton selon les inscriptions dans son tombeau, à l'époque d'Akhenaton/Amenhotep IV, mais la tombe de Ramosé date de l'époque d'Amenhotep III (milieu de la XVIIIe dynastie). Sa femme, Néfertkha, est une chanteuse d'Hathor et d'Amon.